# 2020—2021年印度農民抗議
2020－2021年印度农民抗议活动是印度農民針對印度议会於2020年9月通過的三項農業法案（《2020農產品貿易和商業（促進和便利）法案》、《2020農民（授權和保護）價格保證協議和農業服務法案》和《2020基本商品（修正）法案》）而進行的持续抗议活动。根據新法案，印度政府允許大型私有企業進入農產品銷售市場，並允許商家囤積食品。在這些法案出台後不久，印度各地就出現抗议活动，農民擔心大型企業進入糧食市場會壓低糧食價格，使得印度政府不再以保證價格從農民手中收購糧食。抗議活動規模最大的就要數旁遮普邦和哈里亚纳邦舉行的抗議。

## 歷史
抗議爆發2個月後，旁遮普邦和哈里亞納邦的農民還發起了一場名為 "Delhi Chalo"（讓我們去德里）的運動，數万農民向印度首都新德里進發。警察和執法部門使用水砲和催淚瓦斯阻止農民湧入德里。截至2020年12月5日，共有超過2億農民走上街頭，並封鎖印度各地通往首都新德里的高速公路入口￼。
農民工會及其代表要求廢除或修改相關法律，並表示不接受妥協。
2021年1月22日，印度農業部長表示，印度政府不會廢除三項農業法案，但是表示可以將法律實施時間延後18個月。农民對印度农业部长的表態不滿，要求徹底廢除三項農業法案。1月26日，當天為印度共和國日，印度農民在新德里舉行拖拉機抗議遊行，並衝破路障和警察發生衝突，在衝突中一名農民身亡。
2021年11月19日，印度总理莫迪决定废止三項農業法案。11月29日，印度國會同意廢除法案。

## 網絡審查
大量示威者在Twitter上討論事件，2021年2月1日印度電子信息技術部要求Twitter封鎖250個賬號和推文，Twitter封禁數十個賬號十二小時，包括一些知名人士的賬號。之後印度電子信息技術部根據《信息技術法》69A對Twitter及其高管發出警告，如不處理相關内容將面臨有期徒刑和罰款。2月10日Twitter和印度電子信息技術部召開網上會議，同日印度發佈新聞稿指責Twitter在處理2021年美国国会大厦遭冲击事件和德里红堡騷動時有區別對待之疑。隨即Twitter應要求封鎖500個賬號，絕大部分為永久封禁，以防止印度農民抗議等相關字眼出現在Twitter趨勢上。

## 評價
爆發抗議後，前世行首席經濟學家卡西克·巴蘇（Kaushik Basu）站在農民一邊，與納倫德拉·莫迪的經濟顧問、前亞行首席經濟學家阿文德·帕納加里亞（Arvind Panagariya）辩论。哈佛學者李漢松認為，印度農業商品化過程中配套風險緩釋機制不足，此次危機反映的是印度“社會凝聚力和公信力的匱乏”。

## 另見
- 公民身份法修正案示威，上一次發生的大規模示威